# 楽音寺 (朝来市)
楽音寺（がくおんじ）は、兵庫県朝来市山東町にある高野山真言宗の寺院。山号は正覚山。
開山当時は南都六宗であったが、寛治年間（1087年 - 1093年）に真言宗になり、七堂伽藍、僧坊、七院のそびえる大寺であったと伝えられている。

## 境内
境内は兵庫県の指定天然記念物であるウツギノヒメハナバチの群生地として知られ、ウツギの花が咲く5月から6月にかけてハチが土中から飛び出し、境内内を乱舞する。

## 県指定文化財
- 経瓦（考古資料） - 1辺10センチメートル、厚さ1センチメートルの板瓦で、両面に阿弥陀像が浮き彫りされている。1967年（昭和43年）3月に県指定の文化財に認定された。
- 絹本著色涅槃図（絵画）
- 絹本著色両界曼荼羅図（絵画）